# David Suchet
David Suchet, CBE (Londres, 2 de Maio de 1946)  em Paddington, é um ator britânico amplamente reconhecido pela sua interpretação na série televisiva Poirot, transmitida de 1989 a 2013, como famoso detetive belga Hercule Poirot, dando vida à personagem criada por Agatha Christie.
Participou também, em 2007, no filme Flood no papel de vice primeiro-ministro. Em 2008 ganhou o Emmy de Melhor Ator Internacional pelo papel no filme de TV Maxwell, onde fez Robert Maxwell.
David Suchet fez este papel de Hercule Poirot no início da sua carreira, continuando ainda hoje a gravar mais episódios desta série (os últimos).